# Мартин I (король Арагона)
Марти́н Араго́нский (исп. Martín I de Aragón) прозванный «Старшим», «Гуманным» (29 июля 1356 — 31 мая 1410) — король Арагона, Валенсии, Сардинии и Корсики, граф Барселоны с 1396 года, король Сицилии (под именем Мартин II) с 1409 года. Он был последним потомком Вифреда I по легитимной мужской линии, и с его смертью пресёкся Барселонский дом.

## Биография
Мартин родился в 1356 году либо в Жироне, либо в Перпиньяне. Он был вторым сыном арагонского короля Педро IV и Элеоноры Сицилийской, принцессы сицилийской ветви Арагонского дома.
13 июня 1373 года Мартин женился на Марии Лопес де Луна.
Как принцу арагонского королевского дома, Мартину было дано во владение герцогство Монбланское. В 1380 году отец назначил его правителем и регентом Тринакрии, так как кузина Мартина — Мария — была ещё слишком мала (отец Марии, Федериго III, скончался в 1377 году). Как сын Элеоноры Сицилийской Мартин сам был потенциальным наследником острова (в случае, если бы умерла вся семья Марии).
В 1396 году Мартин унаследовал после умершего бездетным старшего брата Хуана I трон Арагона. Однако сицилийские феодалы в это время угрожали поднять бунт, и Мартину пришлось остаться на Сицилии; его жена Мария Лопес де Луна заняла трон от его имени и действовала в качестве его представителя до его прибытия в 1397 году. Эта задержка привела к проблемам: право Мартина на трон было оспорено графом де Фуа, чья жена Жанна была старшей дочерью Хуана I. Мартин сумел успешно отбить вторжение графских войск.
После смерти бездетной Жанны вторая дочь Хуана I, Иоланда Арагонская, вышла замуж за Людовика II Анжуйского и тоже предъявила права на трон; позднее на арагонский трон пытались претендовать её дети.
В 1398 и 1399 годах Мартин совершил походы против мавров в Северную Африку.
Со времён правления Хайме II Арагон пытался покорить Сардинию, и постепенно завоевал почти весь остров. Однако в 1380-х, во время правления Педро IV (отца Мартина), оставшееся независимым владение Арборея стало оплотом сопротивления, и Элеонора Арборийская быстро очистила от арагонцев почти весь остров. Король Мартин отправил своего сына, Мартина-младшего, чтобы завоевать Сардинию вновь. Перед своей смертью в 1409 году сын выиграл битву у Санлури, выбив с острова союзников сардинцев — генуэзцев, и пленив огромное число знатных сардинцев. Это привело к утрате независимости Сардинией.
После смерти сына Мартин унаследовал от него Сицилию, став по сицилийскому счёту Мартином II.
В правление Мартина Арагону удалось добиться мира на внешних границах, и он взялся за внутреннее укрепление страны. Во внешней политике Мартин поддерживал авиньонскую линию Пап, и при его правлении антипапой стал арагонец Бенедикт XIII. В 1403 году интервенция Мартина позволила снять осаду Авиньона, в результате чего Бенедикт XIII сумел покинуть его и скрыться на территориях, принадлежавших его союзнику Людовику Анжуйскому.
После смерти всех законных детей — Хайме, Хуана и Маргариты (все умерли молодыми) — Мартин назначил преемником Арагонского дома своего кузена, Хайме II Урхельского, сделав его генерал-губернатором всех подчинённых Арагонской короне земель. Он ещё успел жениться во второй раз — на своей дальней родственнице Маргарите де Прадес, но этот короткий брак остался бездетным. Умер от асфиксии, вызванной неконтролируемым смехом.
Так как после смерти Мартина в 1410 году его законных детей не было в живых, его линию продолжил лишь Фадрике (внебрачный сын Мартина-младшего), которого король так и не сумел признать законным наследником. Поэтому после смерти Мартина наступило двухлетнее междуцарствие, завершившееся Компромиссом в Каспе, в соответствии с которым следующим королём из числа шестерых претендентов был избран Фердинанд I Арагонский, племянник Мартина из династии Трастамара.